# Американо-гаитянские отношения
Американо-гаитянские отношения — двусторонние дипломатические отношения между Соединёнными Штатами Америки и Республикой Гаити.

## История
В Соединённых Штатах Америки вопрос о признании Гаити вызвал острые споры между аболиционистами, которые выступали за признание, и рабовладельцами, которые яростно выступали против такого шага. Однако, после начала Гражданской войны президент США Авраам Линкольн распорядился признать независимость Гаити. В начале XX века Гаити стала предметом интереса для великих держав из-за своего стратегического положения. Конкуренция между Соединенными Штатами, Германией, Францией и Великобританией, что в итоге привело к оккупации Гаити вооружёнными силами США. Последующая политика самоизоляции Гаити вытекала из культурной и языковой уникальности страны, её экономической неразвитости и международного осуждения режима президента Франсуа Дювалье.
США и Гаити поддерживают отношения на протяжении длительного периода времени. Гаитяне воспринимали экономические связи с Соединёнными Штатами как жизненно важные. Соединенные Штаты были основным торговым партнером Гаити по экспорту и импорту товаров, а также важнейшим источником иностранной помощи и главной целью для гаитянской эмиграции. На Гаити функционировали частные социальные учреждения из Соединённых Штатов. Сборочная промышленность Порт-о-Пренса была тесно связана с экономикой Соединённых Штатов. Экономическое и политическое влияние Соединенных Штатов на Гаити было более сильное, чем влияние любой другой страны. Тем не менее, дипломатический интерес США к этой стране был минимальным. Интерес Вашингтона к Гаити проистекает в основном из-за близости этой страны к Панамскому каналу и Центральной Америке. Гаити также контролирует Наветренный пролив, который способна легко перекрыть, нарушив судоходство в регионе. В XIX веке Соединённые Штаты рассматривали вопрос о создании военно-морской базы на территории Гаити. Во время Первой мировой войны Соединенные Штаты оккупировали Гаити вместе с рядом других стран Вест-Индии и Центральной Америки. С 1960-х годах Вашингтон рассматривал Гаити как антикоммунистический оплот, отчасти из-за близости страны к Кубе. Франсуа Дювалье пользуясь враждебностью Соединенных Штатов к кубинскому лидеру Фиделю Кастро, а также опасениями США насчет расширения коммунизма в Вест-Индии, не позволял правительству Соединенных Штатов оказывать чрезмерное давление на его собственный режиму.
В 1980-х годах Соединенные Штаты проявили особый интерес к пресечению незаконной иммиграции из Гаити, а также попытались сократить поток поставок наркотических средств из этой страны. С 1970-х годов до 1987 года объём оказанной помощи Гаити от Соединенных Штатах неуклонно рос. Однако, после волнений в стране в ноябре 1987 года президент Соединенных Штатов Рональд Рейган приостановил оказание помощи Гаити. В августе 1989 года президент США Джордж Буш возобновил оказание продовольственной помощи Гаити в размере 10 млн. долларов США, поскольку правительство Проспера Авриля добилось прогресса в проведении свободных выборов и согласилось сотрудничать в борьбе с международным незаконным оборотом наркотиков.
Политика США в отношении этого государства направлена на укрепление институтов и инфраструктуры, необходимых для создания прочных демократических основ и значительного сокращения масштабов нищеты путем устойчивого развития. Соединённые Штаты оказывают существенную гуманитарную помощь в области здравоохранения и питания. Большая гаитянская диаспора в Соединенных Штатах является потенциальным союзником для расширения возможностей ведения бизнеса между странами. Значительный прогресс в отношениях был достигнут за восемь лет после землетрясения в январе 2010 года, которое опустошило большую часть Гаити. При поддержке США Гаити добилась значительного развития здравоохранения и снижения случаев заболевания холерой. Несмотря на значительные улучшения в экономике Гаити, многие жители страны не оставляют попыток незаконно эмигрировать в Соединенные Штаты. Эти эмигранты рискуя жизнью добираются по морю до США, часто занимаясь контрабандой и теряя на этом опасном пути деньги, имущество или жизнь. Департамент внутренней безопасности США активно пресекает нелегальные попытки гаитян попасть в страну.

## Торговля
Соединённые Штаты предоставили более 5,1 млрд. долларов США на оказание помощи Гаити для преодоления последствий стихийных бедствий, а также по долгосрочным программам восстановления, реконструкции и развития страны. После землетрясения 2010 года США активно участвует в развитии полиции Гаити, что помогло увеличить штат полицейских этой страны до 15 000 офицеров. С помощью США было создано почти 13 000 рабочих мест, в основном в швейной промышленности на севере Гаити. В сельскохозяйственном секторе помощь США помогла 70 000 фермерам повысить урожайность сельскохозяйственных культур. Правительство США финансировало строительство электростанции мощностью 10 мегаватт (МВт) в северной части Гаити. Соединенные Штаты являются крупнейшим торговым партнером Гаити.